# 33587 Arianakim
33587 Arianakim è un asteroide della fascia principale. Scoperto nel 1999, presenta un'orbita caratterizzata da un semiasse maggiore pari a 2,4231358 UA e da un'eccentricità di 0,1417883, inclinata di 4,20395° rispetto all'eclittica.